# NGC 4802
NGC 4802 (również NGC 4804 lub PGC 44087) – galaktyka soczewkowata (S0), znajdująca się w gwiazdozbiorze Kruka.
Prawdopodobnie odkrył ją William Herschel 27 marca 1786 roku. Pewności nie ma ze względu na niezgodność pozycji. Najbardziej prawdopodobna wersja zakłada, że odległość biegunowa obiektu wyliczona na podstawie danych Herschela jest dokładnie o 1° za duża. Być może Herschel nie obserwował jednak tej galaktyki, tylko gwiazdę podwójną znajdującą się o minutę kątową na północ od podanej przez niego pozycji. Niezależnie galaktykę tę odkrył Wilhelm Tempel 20 kwietnia 1882 roku. John Dreyer w swoim New General Catalogue skatalogował obserwację Herschela jako NGC 4804, zaś Tempela jako NGC 4802.